# Teresa Torrents i Casellas
Teresa Torrents i Casellas (Igualada, Anoia, 5 de novembre de 1975) és una exjugadora i entrenadora d'hoquei sobre patins catalana.
Membre del Club Natació Igualada, va jugar en la posició de davantera. Durant la dècada del 1990 va guanyar sis Lligues catalanes i set Campionats d'Espanya. Internacional amb la selecció espanyola d'hoquei sobre patins va debutar al Campionat del Món de 1992. Hi va aconseguir dos Campionats del Món el 1994 i 1996, i un d'Europa el 1995, essent la màxima golejadora del torneig amb tretze gols. Va retirar-se de la competició al final de la temporada 1999-00. Posteriorment, va exercir com a coordinadora i entrenadora de les categories base de l'Igualada Femení Hoquei Club Patins.

## Palmarès
Clubs
- 6 Lliga catalana d'hoquei patins femenina: 1992-93, 1993-94, 1994-95, 1995-96, 1996-97, 1997-98
- 7 Campionat d'Espanya d'hoquei patins femení: 1992-93, 1993-94, 1994-95, 1995-96, 1996-97, 1997-98, 1999-00

Selecció espanyola
- 2 medalles d'or al Campionat del Món d'hoquei patins femení: 1994, 1996
- 1 medalla d'or al Campionat d'Europa d'hoquei patins femení: 1995
- 1 medalla d'argent al Campionat d'Europa d'hoquei patins femení: 1993,